# 屈尔施泰特 (图林根州)
屈尔施泰特（德語：Küllstedt，發音：[ˈkʏlʃtɛt]）是德国图林根州艾希斯费尔德县的市镇，面积13.11平方千米，2023年12月31日人口为1,313人。